# 케임브리지 FC
케임브리지 FC(영어: Cambridge Football Club)는 뉴질랜드 케임브리지를 연고로 하는 축구 클럽이다. 현재 NRFL 콘퍼런스에 참가 하고 있다.
2020년 케임브리지는 COVID-19 대유행으로 위해 시즌 중반에 중단된 해당 시즌에서 8위를 기록했다. 2019년에는 리그 5위를 기록했다. 2017년 오클랜드 비치랜드 마라에타이를 상대로 2차전 플레이오프 시리즈를 치른 후 승격했다.
그들은 와이카토/베이오브플렌티 풋볼 페더레이션이 운영하는 와이BOP 프리미어십의 2017, 및 2015 시즌의 챔피언 이었다.

## 역사
구단은 1948년에 설립되었으며 1967년부터 뉴질랜드 케임브리지의 존 케르코프 파크에서 홈 경기를 펼쳤다. 팀은 클럽의 초대 회장인 빅 버틀러가 아스널 FC의 서포터였기 때문에 빨간색과 흰색 유니폼을 사용했다.